# Zanthoxylum integrifolium
Zanthoxylum integrifolium là một loài thực vật có hoa trong họ Cửu lý hương. Loài này được (Merr.) Merr. miêu tả khoa học đầu tiên năm 1923.